# Paradoja demográfico-económica

Gráfico de Tasa Global de Fecundidad vs PIB per cápita del país correspondiente de 2009. Sólo están los países con más de 5 millones de habitantes fueron, para reducir los valores extremos. Fuentes: World CIA Fact Book. Para más detalles, véase la lista de países y territorios por tasa de fertilidad

El término paradoja demográfico-económica o paradoja económico-demográfica se refiere al hecho de que cuanto más acomodada y educada es una población o clase social, menos hijos tiene. Se produce una correlación inversa entre la riqueza y la fertilidad, tanto entre naciones como dentro de las naciones. Cuanto más altos sean el ingreso per cápita y el nivel de educación, más baja será la tasa de natalidad. 
La paradoja demográfico-económica señala que la reducción reproductiva surge naturalmente como consecuencia del progreso económico.

## Desarrollo económico y descenso demográfico
La correlación inversa entre desarrollo económico (renta per cápita) y descenso de la natalidad (tasa de crecimiento demográfico) ha sido particularmente cierta en las naciones industrializadas, en Europa Central y Occidental desde aproximadamente 1850/1880 y se está extendiendo a todos los demás países donde se mejora la renta per cápita y se da un proceso de urbanización. Antes de esa época, era la clase social alta la que tenía un mayor número de hijos que sobrevivían hasta la edad del matrimonio. En las últimas décadas, la paradoja demográfico-económica también se ha observado entre las clases medias de los países en desarrollo y emergentes. 
Se considera una «paradoja» ya que a mayores medios, renta per cápita, debía producirse más descendencia. Se observa en términos generales que los países o subpoblaciones con mayor PIB per cápita tienen menos hijos, a pesar de que una población más rica puede mantener a más niños. Thomas Malthus sostenía que con el fin de evitar sufrimiento generalizado, como hambrunas por ejemplo, era necesario lo que llamó «restricción moral» (que incluye la abstinencia). 
Se ha formulado la hipótesis de que la tendencia observada se ha producido como respuesta a la mayor esperanza de vida, reducción de la mortalidad infantil y mejora de la alfabetización e independencia de la mujer,  y la urbanización; todo esto como resultado de un aumento del PIB per cápita, en consonancia con el modelo de transición demográfica y la teoría de la revolución reproductiva.
Sin embargo la información actual sugiere que la paradoja demográfico-económica sólo es válida hasta cierto punto. Los datos recientes sugieren que una vez que un país alcanza un cierto nivel de desarrollo humano y prosperidad económica la tasa de fecundidad se estabiliza y entonces se recupera ligeramente a las tasas de sustitución.
En una conferencia sobre población de la ONU de 1974 en Bucarest, Karan Singh, exministro de la población en la India, ilustra esta tendencia al afirmar «El desarrollo es el mejor método anticonceptivo».

## La transición demográfica y revolución reproductiva

### Transición demográfica
Antes de la transición demográfica del siglo XIX del mundo occidental, sólo una minoría de niños sobrevivía a la edad de 20 años, y las expectativas de vida eran cortas, incluso para aquellos que alcanzasen la edad adulta. Por ejemplo, en el siglo XVII en York, Inglaterra el 15% de los niños aún estaban vivos a los 15 años y sólo el 10% de ellos sobrevivía hasta los 20.
La tasa de natalidad era así mismo muy elevada, resultando en un crecimiento demográfico lento. La revolución agrícola y las mejoras en la higiene produjeron una dramática reducción en la tasa de mortalidad en los países industrializados ricos, en un principio, sin afectar las tasas de natalidad. En el siglo XX, las tasas de natalidad de los países industrializados empezaron a caer, al mismo tiempo que las sociedades se acostumbraron a la mayor probabilidad de que sus hijos sobreviviesen. Los cambios de valores culturales también contribuyen, al tiempo que la urbanización y el empleo femenino aumentó.
Puesto que la riqueza es lo que impulsa esta transición demográfica, se deduce que las naciones que están por detrás en riqueza también estarán retrasadas en la transición demográfica.

### Revolución reproductiva
Para la teoría de la revolución reproductiva la fecundidad no es un indicador fiel de la capacidad reproductiva de una población como lo era en el modelo de la transición demográfica. Así, frente a la valoración negativa del descenso de la fecundidad, la revolución reproductiva señala un cambio de orden más general, la eficiencia reproductiva que no es otra cosa que la transformación radical de la eficiencia con que los seres humanos consiguen reemplazarse con nuevos seres humanos antes de morir.
La interpretación de lo que supone la modernización demográfica permite incorporar los cambios en la familia (fin del patriarcado), la fecundidad (modificación de su importancia y del nivel de reemplazo), las relaciones del género y la supervivencia de los individuos de modo más satisfactorio a cómo lo cumplía la teoría de la transición demográfica. 
Así, el verdadero nivel de reemplazo o fecundidad de reemplazo, según predice la revolución reproductiva puede estar por debajo de los 2,1 hijos por mujer cuando los individuos de una generación aumentan su longevidad.

## Consecuencias
Una reducción de la fertilidad puede dar lugar a un envejecimiento de la población y a un posterior descenso de la población que puede conllevar una serie de problemas económicos y sociales, véase, por ejemplo, demografía de Japón.
Un problema relacionado es que altas tasas de natalidad tienden a imponer una mayor carga en la crianza y la educación de los niños en poblaciones que ya están luchando contra la pobreza. En consecuencia, la desigualdad disminuye la educación media y obstaculiza el crecimiento económico. Además, en países con una alta carga de este tipo, una reducción de la fecundidad puede obstaculizar el crecimiento económico, así como a la inversa.